# MI-2 (розвідувальна структура)

MI-2 — міжнародна приватна розвідувальна структура, що спеціалізується на здобутті стратегічної інформації, аналітичній діяльності та проведенні спеціальних операцій у глобальному масштабі. Організація діє незалежно від державних органів, зберігаючи конфіденційність, мобільність і гнучкість у прийнятті рішень.

## Історія
MI-2 була заснована 17 квітня 2022 року як відповідь на зростання транснаціональних загроз, зокрема кіберзлочинності, інформаційних атак та геополітичної нестабільності. Її створення стало частиною нової хвилі приватних розвідувальних ініціатив, орієнтованих на глобальну безпеку та аналітичну автономію.

## Статус і юрисдикція
MI-2 є недержавною структурою з міжнародною юрисдикцією. Вона функціонує автономно, маючи децентралізовану мережу представництв у понад 20 країнах світу. Її діяльність базується на міжнародному праві та враховує локальні регламенти.

## Структура
Організація складається з кількох ключових напрямів:
- Аналітичні центри — обробка даних, моделювання ризиків, прогнозування
- Оперативні резидентури — діяльність у стратегічних регіонах
- Кіберрозвідка — цифровий моніторинг, захист інформації, протидія кіберзагрозам
- Контррозвідка — виявлення та нейтралізація зовнішніх загроз

## Завдання
Основні функції MI-2:
- Збір та аналіз розвідувальної інформації
- Проведення спеціальних операцій у межах міжнародного права
- Забезпечення безпеки партнерських структур та клієнтів
- Протидія глобальним загрозам: тероризму, кіберзлочинності, інформаційним атакам

## Методи
MI-2 використовує широкий спектр методів:
- Гласні та негласні дії — спостереження, агентурна діяльність, технічне зняття інформації
- Кібероперації — проникнення в цифрові системи, аналітика великих даних
- OSINT — аналіз відкритих джерел
- SIGINT — радіоелектронна розвідка

## Символіка
Офіційна емблема MI-2 символізує стратегічну точність, глобальну присутність та конфіденційність. Вона використовується в офіційних комунікаціях, але не афішується публічно.

## Партнерство та фінансування
MI-2 фінансується приватними інвесторами, корпоративними контрактами та аналітичними послугами. Вона співпрацює з консалтинговими компаніями, аналітичними центрами та безпековими структурами. Серед клієнтів — урядові органи, транснаціональні корпорації, гуманітарні місії.

## Відомі операції
Через конфіденційність діяльності MI-2, публічна інформація про конкретні операції обмежена. Відомо про участь у:
- Кіберзахисті інфраструктури в Східній Європі
- Аналітичному супроводі гуманітарних місій у Північній Африці
- Протидії інформаційним кампаніям у цифровому просторі